# Felsrelief von İvriz

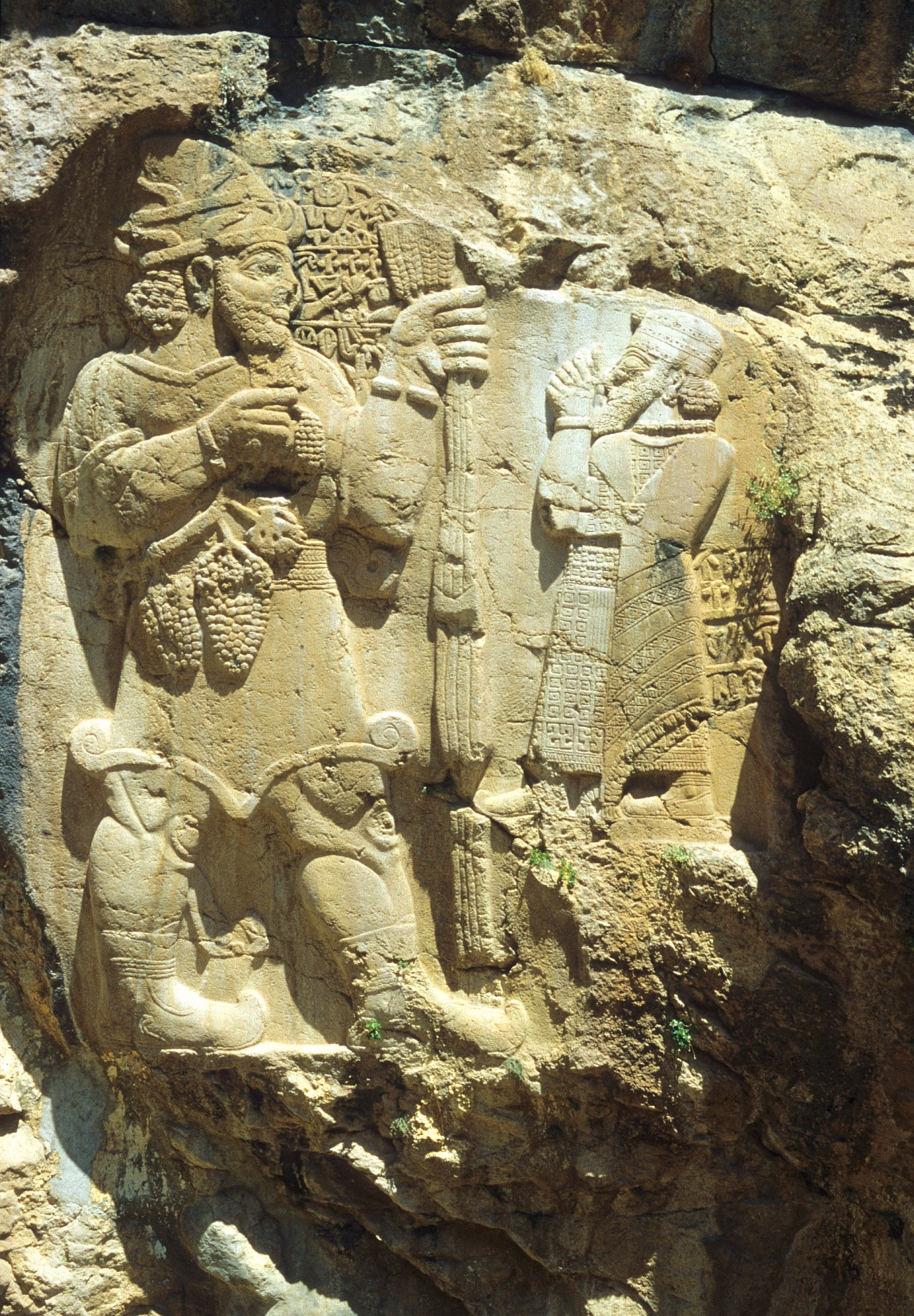
König Warballawa (rechts) vor Gott Tarhunza

Das hethitische Felsrelief von İvriz befindet sich beim ehemals gleichnamigen Dorf (heute Aydınkent) etwa 17 km südöstlich von Ereğli in der Südtürkei an einer Steilwand im Quellbereich des İvriz Suyu, dessen Wasser im Bereich des Reliefs in neuerer Zeit aufgestaut wurde.
Es ist das besterhaltene der zahlreichen hethitischen Felsbilder, 4,2 mal 2,4 Meter groß und stammt aus der zweiten Hälfte des 8. Jahrhunderts v. Chr., der Zeit der späthethitisch-aramäischen Fürstentümer. Zu sehen ist rechts König Warpalawa von Tuwana, der mit möglicherweise zum Gruß oder zum Gebet erhobenen Händen auf einem Felsblock steht. Ihm gegenüber steht links, erheblich größer dargestellt, der Gott Tarhunza. Er ist als Vegetationsspender zu erkennen an den reifen Getreideähren und Trauben, deren bis zu seinen Füßen reichende Halme bzw. Reben er in seinen Händen hält. Eine Sichel an seiner Hüfte signalisiert die Zeit unmittelbar vor der Ernte. Die Lage des Reliefs an der Steilwand des İvriz Suyu lässt vermuten, dass die Grundlage der dargestellten Fruchtbarkeit nicht der seltene Regen, sondern das meist ganzjährig aus dem Fels tretende Wasser ist. Daher könnte  das Relief Bestandteil eines Quellheiligtums gewesen sein.  Vor dem Gesicht der Gottheit und hinter dem Rücken des Königs sind dreizeilige Inschriften in luwischen Hieroglyphen, auf denen die beiden Gestalten benannt werden. Eine weitere, möglicherweise zweizeilige Inschrift am Fuß der Steilwand ist weitgehend verwittert.
Bei Bauarbeiten an dem Stauwehr kamen 1986 zwei weitere Funde zutage. Dabei handelt es sich zum einen um ein Fragment einer Stele des Tarhunzas, laut der Hieroglypheninschrift errichtet von Warpalawa und mit einer phönizischen Bilingue versehen, zum andern um ein Kopffragment einer überlebensgroßen Rundstatue, die vermutlich auch Tarhunza darstellte. Die Funde geben Anlass zu der Annahme, dass sich hier ein von Warpalawa errichtetes, reich ausgestattetes Heiligtum des Tarhunzas befand. Südlich des Felsreliefs befindet sich in den Bergen im Tal des Ambar Deresi, nahe der byzantinischen Klosterruine Kızlar Sarayı, ein weiteres Relief, das eine Kopie des ersten ist. Es ist nicht so gut ausgearbeitet und nie ganz fertiggestellt worden, die Hieroglyphen fehlen.
Koordinaten: 37° 24′ 37″ N, 34° 10′ 21″ O